# Hudo, Domžale
Hudo este o localitate din comuna Domžale, Slovenia, cu o populație de 200 de locuitori.